# کوه بریل
کوه بریل (انگلیسی: Berill Mountain) یک کوه در سرزمین خاباروفسک کشور روسیه است.